# عین تاغروت
عین تاغروت (به عربی: عین تاغروت) یک شهرداری در الجزایر است که در استان برج بوعریریج واقع شده‌است. عین تاغروت ۱۱٬۱۰۳ نفر جمعیت دارد.